# Стојадин Младеновић
Стојадин Младеновић Маче (Врање, 21. септембар 1920 — Београд, 9. јануар 2006), револуционар, правник, предратни локални руководилац КПЈ, учесник НОБ-а од 1941. године, носилац Партизанске споменице 1941. и Голооточанин.

## Биографија
Рођен је 1920. године у Врању. Његови преци су се доселили у Врање 1830. године из Софијске области преко Гњилана.
У рад СКОЈ-а први пут укључује се 1935. године од када непрекидно и активно учествује у свим акцијама у Врању. У фебруару 1937. постао је члан трочланог поверенства КПЈ за Врање заједно са Симом Погачаревићем и Блажом Орландићем. У новембру 1938. је саслушаван заједно са својом потоњом супругом Јелицом Трајковић и Али Шукријом. Због организовања рада КПЈ у Врању био је осуђен на краћу затворску казну. У јануару 1940. постављен је за секретара МК СКОЈ-а у Врању, а у децембру 1940. године постао је члан МК КПЈ Врања.
Након Априлског рата, током јула 1941. организује преко десет илегалних десетина у околини Врања, а у ноћи 25./26. јули 1941. предводио је групу од шест бораца у успешној акцији дизања у ваздух телефонских и телеграфских комуникација Берлин-Београд-Солун. 11. августа ухапшен је и у октобру осуђен на 10 година строгог затвора и 130000 лева. Провео је три године у затвору у Великом Трнову, а у Врање се вратио у септембру 1944.
По завршетку Другог светског рата, радио је на дужностима руководиоца партијског курса у Лесковцу, а затим и као помоћник управника Партијске школе Србије у Београду све до 30. септембра 1948.
Носилац је Партизанске споменице 1941. са бројем 2613 од 1. јануара 1959.
Након што се изјаснио за резолуцију Информбироа бива поново ухапшен. Провео је годину и по дана у истражном затвору у данашњој згради ТАНЈУГ-а на Обилићевом венцу у Београду, а затим још три године на Голом отоку.
Након повратка са Голог отока радио је у Републичком заводу за статистику.
Заједно са супругом био је саоснивач Партије рада Влада Дапчевића 27. марта 1992. године у Београду.
Умро је у Београду 9. јануара 2006. године.